# Ambérieu-en-Bugey
Ambérieu-en-Bugey település Franciaországban, Ain megyében. Lakosainak száma 15 554 fő (2022. január 1.). Ambérieu-en-Bugey Ambronay, Bettant, Château-Gaillard, Douvres, Saint-Denis-en-Bugey, Saint-Rambert-en-Bugey és Torcieu községekkel határos.

## Népesség
A település népessége az elmúlt években az alábbi módon változott:
| Lakosok száma | 8949 | 9737 | 11 436 | 12 709 | 13 839 | 14 127 | 14 035 | 14 204 | 14 288 | 15 554 |
|               | 1968 | 1982 | 1999   | 2006   | 2011   | 2015   | 2017   | 2018   | 2020   | 2022   |